# Ackeejuice Rockers
Ackeejuice Rockers è un duo di musica elettronica fondato nel 2007 dai dj/produttori veneti Ali Selecta & King P.
Le loro produzioni abbracciano numerosi generi come dancehall, hip hop, Soca, afrobeat,Techno, house e moombahton.
Accrescono la loro notorietà nell’anno 2013, quando vengono coinvolti dal rapper americano Kanye West alla lavorazione del sesto album YEEZUS pubblicato da Roc-A-Fella Records / Def Jam Recordings.
Il duo, invitato dal rapper nello studio di registrazione di Parigi, sotto la direzione del produttore esecutivo Rick Rubin, incontra e collabora con Daft Punk, Gessaffelstain, Brodinski, Travi$ Scott, Arca, Lunice, Lupe Fiasco, Mike Dean, S1, Sham Joseph, Common e firma la co-produzione di “Guilt Trip feat. Kid Cudi”, uno dei 10 brani contenuti nel disco.
Nello stesso anno producono anche il remix ufficiale di “Blocka" di Pusha-T feat. Popcaan & Travis Scott pubblicato da Universal Music/G.O.O.D Music.

## Nome
Il nome deriva dal frutto dell'ackee, da cui in realtà non è possibile estrarre un succo.

## Carriera Musicale
Ali Selecta & King P, lanciati alla ribalta da Kanye West, incuriosiscono la stampa ed i principali blog musicali di tutto il mondo che parlano di loro come di un progetto da seguire attentamente, artisti internazionali come Sean Paul e Nicki Minaj si interessano alle loro produzioni.
In Italia Ackeejuice Rockers producono brani di Marracash & Achille Lauro, Jake La Furia, Gué Pequeno, Mondo Marcio, Tormento, Mudimbi.
Nel 2014 partecipano alla prima edizione italiana del Red Bull Culture Clash rappresentando "Roccia Music", la crew capitana da Marracash e Shablo.
I tour americani del 2014 e 2015 fanno parlare di loro e la pop star italiana Lorenzo Jovanotti li vuole in apertura dei concerti di Padova e Firenze del suo tour "Lorenzo Negli Stadi 2015". In quell’occasione si esibiscono insieme al rapper italiano Salmo.
Le loro produzioni musicali sono suonate e supportate da dj di fama internazionale, in particolar modo dal dj/produttore americano Diplo che dimostra di apprezzare le loro vibes, suonando spesso i loro brani nei mixati e dj set.
Nel 2015 gli Ackeejuice Rockers entrano a far parte del collettivo americano Flex Up Crew assieme ad artisti di fama mondiale come Walshy Fire dei Major Lazer, Bad Royale, Henry Fong, Braindead, Johnny Roxx.
Nel 2016 Diplo presenta in anteprima sul suo programma “Diplo&Friends” in onda sulla BBC Radio, “Future Dancehall”, il quarto EP di Ackeejuice Rockers, pubblicato da Flex Up Records e Doner Music che vede la collaborazione dei produttori Big Fish, Aquadrop, Kharfi, Sonny Denja e dei cantanti Richie Loop, Melloquence, MC ZULU, Kinck.
Dal 2016 il loro brano “Gyal Time” è la sigla ufficiale di “Albertino Everyday”, il programma italiano dell’emittente radiofonica Radio Deejay condotto da Dj Albertino. Nell’Ottobre del 2016 la trasmissione li ha ospitati in diretta nazionale per un’intervista e dj set live.
Nel 2017 gli Ackeejuice Rockers, appena tornati dal terzo tour negli Stati Uniti, compongono assieme allo storico dj italiano Mario Fargetta il brano"Addicted”, pubblicato nel Dicembre dello stesso anno da Universal Music Italia.
Sempre nel 2017 vengono coinvolti dalla pop star italiana Lorenzo Jovanotti alla lavorazione del suo quattordicesimo album "Oh, vita!", prodotto da Rick Rubin. Nel disco, pubblicato da Universal Music Italia, il duo firma assieme a Jovanotti le produzioni dei brani Sbam! e "Le Canzoni" (secondo singolo estratto).
Nel Dicembre del 2017 gli Ackeejuice Rockers sono invitati a duettare con Jovanotti sul palco del "Pop Shop" di Milano, un temporary shop aperto in occasione dell’uscita del nuovo album "Oh, vita!". Oltre a loro, sul palco si alternano artisti come Johan Thiele, Bud Spencer Blues Explosion, Samuel, Dj Ralf, Don Joe, Tiromancino, Istituto Italiano Di Cumbia, Cosmo, Takagi & Ketra, Francesca Michielin, Luca Carboni, Big Fish, Rkomi, Charlie Charles.
Il 7 giugno 2019 esce Jova Beach Party un progetto di Jovanotti che preannuncia l’omonimo tour. Gli Ackeejuice Rockers firmano il brano “Tutto Un Fuoco”, la traccia numero 5 all’interno di un disco ricco di collaborazioni importanti con producer del calibro di Rick Rubin, Charlie Charles, Dj Ralf, Dardust, Cacao Mental e Paolo Baldini.
Nei mesi di Luglio ed Agosto del 2019 il duo ha seguito Jovanotti nel Il Jova Beach Party Tour 2019, il diciassettesimo tour musicale del cantautore per la prima volta su spiagge italiane partito da Lignano Sabbiadoro il 6 luglio 2019 e terminato a Milano il 21 settembre 2019. Jovanotti ha invitato il duo a suonare, in dj set, per tutte le diciassette date del tour, sullo "SBAM! Stage", lo stage dedicato ai dj e producer dai suoni più estremi ed alternativi.
Nel Novembre 2021, durante la conferenza stampa di presentazione del Jova Beach Party 2022, viene annunciata una collaborazione tra Jovanotti e gli Ackeejuice Rockers, il progetto si chiama "Sbam! Records", “la fabbrica del ballo”, un laboratorio musicale con l’obbiettivo di riportare al centro di tutto il dancefloor come luogo simbolo della vita insieme, ritmo, sudore e passione. ll primo risultato sotto gli occhi di tutti sono i 26 remix di Il boom (singolo) di Jovanotti.
Nei mesi di Luglio, Agosto e Settembre del 2022 il duo è stato chiamato a far parte della squadra del Jova Beach Party Tour 2022 è il diciottesimo tour musicale del cantautore italiano Jovanotti, 21 date nelle principali spiagge italiane. Il duo in questa occasione oltre ad esibirsi in dj set ha seguito anche la direzione artistica dello SBAM! Stage.

## Discografia

### Extended Play
- 2016 – Future Dancehall EP

### Singoli
- 2012 – Freeze
- 2013 – Victims
- 2014 – Dancer (feat. Kinck)
- 2017 – Me voy (con Sonny Denja)
- 2017 – When You Do It (con Richie Loop)
- 2018 – Tu sei come me (con KG Man e Galup)
- 2019 – Acquagym (feat. Rkomi)
- 2019 – Medellin (feat. Nomercy Blake, OG Eastbull, Jude & Frank e Lele Blade)
- 2020 – 5G (feat. Tormento e Nomercy Blake)
- 2020 – Twerko sulla Techno (con DJ Matrix e Comagatte)
- 2021 – No Bad Vibes (con Yung Snapp e MV Killa feat. Guesan)
- 2022 – Il ballo del motorino (Botteghi & Rivaz Mix)
- 2022 – Aumm Aumm (con Dada')

## Produzioni
2013: Kanye West - Guilt Trip (DEF JAM)
2014: Mondo Marcio - Nella Bocca Della Tigre (MONDO RECORDS)
2015: Achille Lauro - Real Royal Street Rap ft. Marracash & Ackeejuice Rcokers (ROCCIA MUSIC)
2015: Tormento - Corto Circuito (THAURUS)
2016: Jake La Furia - Problemi Nella Testa (UNIVERSAL MUSIC ITALIA)
2016: Antiplastic - Booka (ELASTICA)
2017: Jovanotti - Le Canzoni (UNIVERSAL MUSIC ITALIA)
2017: Jovanotti - Sbam! (UNIVERSAL MUSIC ITALIA)
2018: Mudimbi - Tachicardia (ATLANTIC/WARNER MUSIC ITALY)
2019: Jovanotti - Tutto Un Fuoco (UNIVERSAL MUSIC ITALIA)
2020: Frankie HI-NRG MC - Estate 2020 (MATERIE PRIME CIRCOLARI)
2022: Jovanotti - E Si Fa Bello Per Te (POLYDOR/UNIVERSAL)

## Remix ufficiali
- 2013 - Bert On Beats - Piano Loco (Ackeejuice Rockers Remix) (MAN RECORDINGS)
- 2013 - RSXG - Swag Fi Dem (Ackeejuice Rockers Remix) (TOP BILLIN)
- 2013 - Gue Pequeno - La Mia Ragazza è Gangsta (Ackeejuice Rockers Remix) (UNIVERSAL MUSIC ITALIA)
- 2013 - Pusha T - Blocka ft. Popcaan & Travis Scott (Ackeejuice Rockers Remix) (UNIVERSAL MUSIC)
- 2013 - Marracash & Tayone - La Tipa Del Tipo (Ackeejuice Rockers Remix) (UNIVERSAL MUSIC ITALIA)
- 2014 - South Rakkas Crew - Go Hard Or Go Home ft. RDX (Ackeejuice Rockers Remix) (SOUTH RAKKAS)
- 2014 - South Rakkas Crew - Inatwist (Ackeejuice Rockers Remix) (OVERCOOKED RECORDS)
- 2014 - Ckrono & Slesh - Flame (Ackeejuice Rockers Remix) (MEANBUCKET)
- 2015 - Profit - Don’t Test We ft. Lady Chann, Navigator (Ackeejuice Rockers Remix) (HAVE-A-BREAK)
- 2016 - Dj Aladyn - For Ella ft. Animor (Ackeejuice Rockers Remix) (TIME RECORDS)
- 2016 - Faustix - Don’t You Worry ft. Barbara Moleko (Ackeejuice Rockers Remix) (WARNER MUSIC DENMARK)
- 2018 - Jovanotti - Le canzoni (Ackeejuice Rockers Remix) (UNIVERSAL MUSIC ITALIA)
- 2018 - Jovanotti - Sbam! (Ackeejuice Rockers Remix) (UNIVERSAL MUSIC ITALIA)
- 2020 - Enzo Avitabile - Simm' Tutt'Uno feat. Jovanotti, Manu Dibango & Bottari Di Portico (Ackeejuice Rockers Remix) (UNIVERSAL MUSIC ITALIA)
- 2019 - Jovanotti - Prima Che Diventi Giorno (Ackeejuice Rockers Remix) (UNIVERSAL MUSIC ITALIA)
- 2022 - Jovanotti - Il Boom (Ackeejuice Rockers & Mudimbi Remix) (SBAM! RECORDS/UNIVERSAL MUSIC ITALIA)